# Gordon Getty

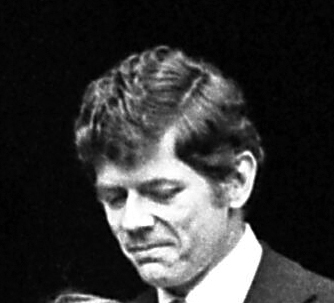
Gordon Getty (1976)

Gordon Peter Getty (geboren am 20. Dezember 1933 in Los Angeles) ist ein amerikanischer Unternehmer, Mäzen und Komponist.

## Leben
Gordon Getty kam 1933 als vierter von fünf Söhnen des Öl-Tycoon J. Paul Getty in Los Angeles zur Welt. Seine Mutter war die Schauspielerin Ann Rork. Für den Vater war es die vierte Ehe, für die Mutter die erste Ehe. Sein älterer Bruder John Paul Getty II stammt ebenfalls aus der Verbindung mit Ann Rork. Die Eltern ließen sich 1935 scheiden, als Gordon Getty zwei Jahre alt war. Er wuchs in San Francisco auf und besuchte dort das katholische St. Ignatius College Preparatory und anschließend die University of San Francisco. Sein Bachelor in Musik erhielt er vom San Francisco Conservatory of Music. Er arbeitete zunächst im familieneigenen Ölunternehmen Getty Oil, dessen Leitung er 1976 nach dem Tod seines Vaters übernahm. Unter seinem Vorsitz wurde Getty Oil 1984 für 10,1 Milliarden US-Dollar an den Konzern Texaco verkauft. Das persönliches Vermögen von Gordon Getty wurde im Oktober 2022 auf 2,1 Milliarden US-Dollar geschätzt.
Ein Großteil des väterlichen Vermögens ging an den gemeinnützigen J. Paul Getty Trust, der unter anderen das J. Paul Getty Museum betreibt. Gordon Getty war von 1955 bis 1966 und von 1973 bis 1998 Mitglied im Board of Trustees (Kuratorium) dieser Stiftung. Zudem widmete er sich zunehmend der Komposition von Werken der klassischen Musik. Sein Wirken reicht hierbei von Opern über Klavierstücke bis zu Chorwerken. Seine Oper Usher House hatte 2014 an der Welsh National Opera Premiere. 2015 fand die Uraufführung seiner Oper The Canterville Ghost am Leipziger Opernhaus statt. Seine Stücke wurden zudem in Konzerthäusern wie der Carnegie Hall und dem Lincoln Center in New York, der Royal Festival Hall in London, im Brahmssaal des Wiener Musikvereins, der Tchaikovsky Concert Hall und dem Bolschoi-Theater in Moskau und im Nationalen Zentrum für Darstellende Künste in Peking gespielt. Zu den Orchestern, die seine Stücke bisher aufgeführt haben, gehörten das Los Angeles Chamber Orchestra, das BBC Philharmonic, das Londoner Philharmonia Orchestra und das Münchner Rundfunkorchester. Über Gettys Arbeit als Komponist drehte der Filmregisseur Peter Rosen 2016 die Dokumentation Gordon Getty: There Will be Music.
Getty war von 1964 bis zu ihrem Tod 2020 mit der Verlegerin Ann Gilbert verheiratet. Aus dieser Ehe stammen vier gemeinsame Kinder, darunter der 2015 verstorbene Filmregisseur Andrew Getty. Aus einer außerehelichen Beziehung mit der Unternehmerin Cynthia Beck aus Los Angeles stammen drei weitere Kinder. Ann und Gordon Getty haben 1987 die Ann und Gordon Getty Foundation begründet, um hiermit vor allem kulturelle Einrichtungen zu unterstützen. Hierzu gehörten Spenden an das San Francisco Symphony, das Russische Nationalorchester und das San Francisco Conservatory of Music. Nach dem Tod seiner Frau Ann gründete er 2022 die Ann and Gordon Getty Foundation for the Arts, die zukünftig kulturelle Institutionen unterstützen soll. Als Stiftungskapital dient der Erlös aus der im Oktober 2022 im Auktionshaus Christie’s versteigerten Kunstsammlung, die vor allem von Ann Getty zusammengetragen wurde.

## Auszeichnungen (Auswahl)
- 2015 – University of San Francisco Alumnus of the Year[13]
- 2019 – Europäischer Kulturpreis Taurus

## Werke

### Kantaten und Opern
- The Canterville Ghost – veröffentlicht am 1. Juni 2017[14]
- Usher House – veröffentlicht am 1. Juni 2013[15]
- Joan and the Bells
- Plump Jack – veröffentlicht am 1. Juni 2012[16]
- Goodbye Mr. Chips Highlights – veröffentlicht am 23. September 2022[17]

### Kammermusik
- Traditional Pieces

### Chorwerke
- Annabel Lee
- Ballet Russe
- Beauty Come Dancing – veröffentlicht am 17. August 2018[18]
- La Belle Dame sans Merci
- For a Dead Lady
- The Little Match Girl – veröffentlicht am 1. September 2015[19]
- The Old Man in the Night
- A Prayer for My Daughter
- There Was A Naughty Boy
- Those Who Love
- Four Christmas Carols – veröffentlicht am 1. August 2015[20]
- Victorian Scenes
- Young America – veröffentlicht am 1. Juli 2005[21]

### Orchesterwerke
- Ancestor Suite – veröffentlicht am 1. Februar 2010[22]
- Homework Suite – veröffentlicht am 1. Februar 2010[23]
- Overture to Plump Jack – veröffentlicht am 1. Februar 2010[24]
- Traditional Pieces

### Klaviermusik
- Ancestor Suite – veröffentlicht am 1. Februar 2013[25]
- Andantino – veröffentlicht am 1. Februar 2013[26]
- First Adventure – veröffentlicht am 1. Februar 2013[27]
- Homework Suite – veröffentlicht am 1. Februar 2013[28]
- Scherzo Pensieroso – veröffentlicht am 1. Februar 2013[29]
- Traditional Pieces – veröffentlicht am 1. Februar 2013[30]

### Lieder
- Four Dickinson Songs – veröffentlicht am 20. April 2018[31]
- Hostess's Aria
- No My Good Lord
- Poor Peter – veröffentlicht am 31. Dezember 2008[32]
- A Prayer for My Daughter
- Where is My Lady
- The White Election – veröffentlicht am 1. April 2009[33]